# Грабельки Геффта
Грабельки Геффта, грабельки Гефта (Erodium hoefftianum) — вид рослин з родини геранієві (Geraniaceae), поширений у середній і південно-східній Європі, західній і середній Азії.

## Опис
Однорічна рослина 15–30 см. Листки в контурі довгасті, перисто-3–7-роздільні, з трикутно-ланцетними, що збігають на стрижень, на краю тупозубчатими частками. Чашолистки з довгим гострим кінцем. Пелюстки 7–9 мм завдовжки. Стулки плодів 6 мм довжиною, з ямкою.

## Поширення
Поширений у середній і південно-східній Європі, західній і середній Азії.
В Україні вид зростає на піщаних місцях і гранітній жорстві — у степу, зрідка; переважно в приморській частині, на Південному узбережжі Криму.